# 歲差

岁差的运动方向（顺时针）与地球的自转方向（逆时针）相反。

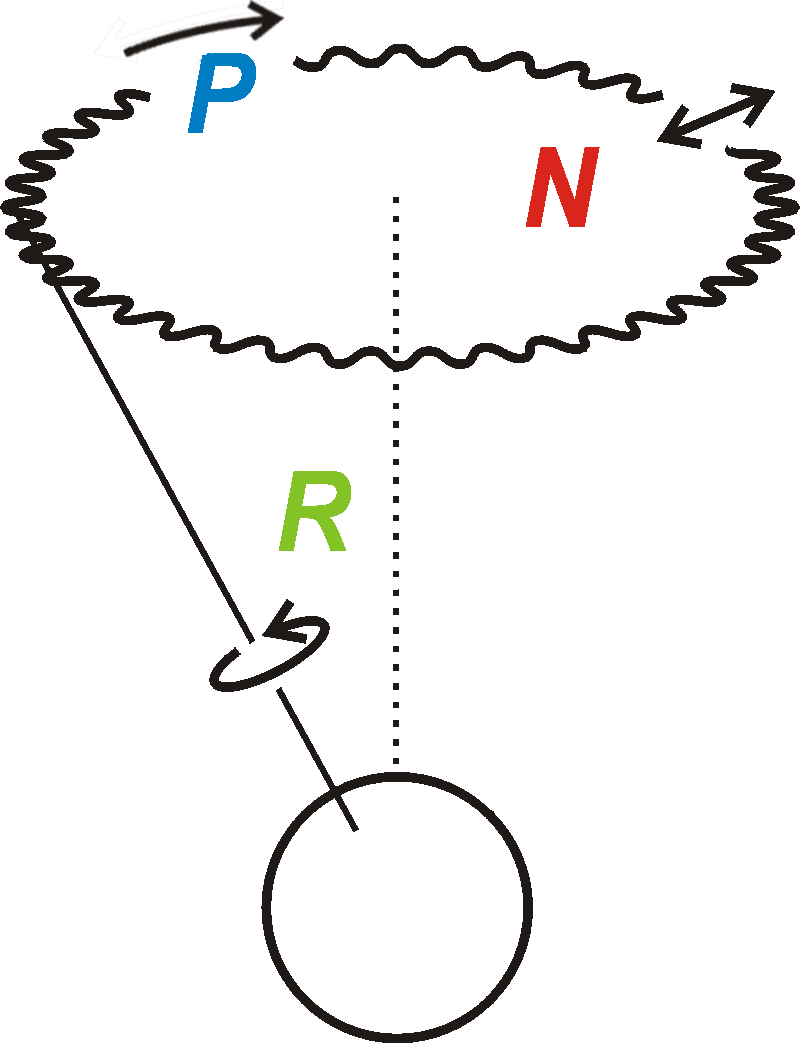
歲差（P）、章動（N）與地球自轉（R）的示意圖，圖中黑色實直線為地球自轉軸，虛線為黄軸

歲差，又稱地軸進動（英語：axial precession），是指某一天體的自转轉軸指向在其他天體的引力的作用下，相對於空間中的慣性坐標系所發生的缓慢且连续的变化。地球的歲差主要由太陽、月球及其他行星作用在地球赤道隆起部分的引力矩引起。在天文和大地测量学中，岁差一般专指地球自转轴缓慢且均匀的变化，周期约25,722年。其他周期较短或不规律的变化则被称为章动。
岁差的具体表现是地球赤道面和黄道面的变化，这两种变化又分别被称为赤道岁差和黄道岁差。赤道岁差的影响主要表现为春分点以每年约51″的速率连续向西运动。这种影响能够通过回归年与恒星年之间的差异，以及北天极和北极星相对位置的变化被直接观察到。黄道岁差的影响则表现为春分点以每年约0.1″的速率向东移动，以及黄赤交角的缓慢变化。赤道岁差与黄道岁差又被统称为总岁差（英語：general precession）。
岁差的名称和含义随历史的发展而变化。历史上，古希腊天文学家喜帕恰斯首先发现了春分点在黄道上的移动，提出了分点岁差（英語：the precession of the equinoxes）一词。汉语中的“岁差”则出自于《宋書·歷下》记载的“冬至所在，歲歲微差”，意为每年冬至点的位置存在着微小的差别。在相当长的一段时间内，分点岁差曾是岁差的唯一含义。随着计算精度的提升，天文学家于19世纪上半叶发现了其他行星对黄道面的影响。最早在1863年，行星岁差（英語：planetary precession）一词就被提出，用于与因太阳与月球引力而形成的日月岁差（英語：lunisolar precession）相区别。二者同样被合称作总岁差，以逐渐取代过去的“分点岁差”。在行星对赤道面的影响没有被发现之前，“行星岁差”和“黄道岁差”曾被视作同义词，“日月岁差”则和“赤道岁差”亦是如此。随着测量和计算精度的进一步提升，行星引力对赤道面的影响变得无法忽视。为避免造成误解，国际天文联合会在2006年将“日月岁差”和“行星岁差”分别重新命名为当前使用的“赤道岁差”和“黄道岁差”。
岁差影响地球的自转轴、春分点和黄赤交角，从而影响人类对深空及近地空间的观测，甚至是地球的气候。在大地测量学中，岁差和章动、极移以及日长变化又被统称为地球定向参数。

## 作用
地球自轉軸的進動有許多可以觀測到的作用。首先，天極南極和北極的位置相對於看起來是固定的背景星空有移動的現象，完成一周的時間大約是25,771.5年（依據2000年的速率）。因此，現在靠近天球北極被稱為北極星的恆星，會隨著時間的遷移，其它的恆星將成為“北極星” 。當天極移動時，從地球這個特定的位置觀察，這種在星場中指向的移動是以同位角逐漸進行的。
其次，地球環繞太陽軌道的分點和至點的位置，或其他相對於季節定義的時間，也在緩慢的改變。例如，假設地球在軌道的夏至位置時，地軸的指向的傾斜是朝向太陽。在完整的繞行一圈後，太陽相對於背景的恆星回到了相同的視位置，但地軸指向的傾斜卻不是朝向太陽：由於歲差的作用，它稍微超越了這一個點。換句話說，夏至在軌道上的位置提早了一些。因此，回歸年，意思是季節的週期(例如，從至點至至點，或從分點至分點)是比恆星年，這是以太陽相對於恆星的视位置來測量的，短了約20分鐘。注意這每一年20分鐘的差，大約經過25,771.5年，累積的量就相當於一年，所以在經過25,771.5年之後，極軸對應在軌道上的位置又“回到當它的開始”。（事實上，其它的作用也會慢慢的改變地球軌道的形狀和方向，並且和歲差作用結合在一起，創造出各種不同的變化；參考米蘭科維奇循環。地軸傾角的大小，而不是只有指向，也會隨著時間慢慢的變化，但這種作用不能直接歸咎於進動。）
因此，太陽的視位置在相同季節的固定時間的背景恆星，好比說春分點，也會以每年50.3秒（大約是360度除以25,771.5），或是每71年一度的速率，在傳統的12個黃道帶星座之間緩緩的退行完整的360°。

## 歷史

### 中國
《太初曆》斗初斗三18h13m45.8s<26.25>牽牛初冬至19h57m15.2s<46>危十六度立春22h58m36.6s
《四分曆》斗初箕三18h24m10.3s<21.25>斗二十一度八分冬至19h47m57.0s<45.65625>危十度二十一分立春22h47m57.0s
斗初移-2.64003038日，冬至移2.35975174日，立春移2.70386458日
AD85.12 計立春，七十年得歲差一日
《景初曆》沒法967/67315，黃帝至四分曆(AD85)=1843+208=2051年，歲差29.463225(近1個月)，亦即AD237後1900年累積，至1個月才移前作調整
東晉虞喜是发现并研究歲差现象的第一位中國天文學家，东晋咸和五年（330年），他计算出冬至太阳位置每50年向西移动一度（现代测定为71年零8个月），当时把这种现象描述“岁差”，意即「太阳位置每岁有差」，认识到这是一种周期性天体运动现象、原因不明。

南北朝时期，祖沖之（429年－500年）测定创制大明曆，其中写到：「冬至所在，歲歲微差」，首次納入歲差計算，後正式创造「歲差」一詞。
公元600年，隋朝天文学家刘焯（zhuo）创《皇极历》，并用“二次插值公式”来计算日、月、五星的运行速度。这一计算公式，比西欧的牛顿、泰勒等早提出1千年，并在其后唐朝高度发达的天文学测量与计算中，帮助中国古代天文学家逐渐掌握了岁差计算的规律。

#### 巴比倫人
20世纪以来的西欧学者认为，許多種不同的文化也都以各自的論述獨立發現喜帕恰斯所謂的歲差，例如，有一種觀點認為巴比倫人已經知到歲差。
依據阿爾巴坦尼(Al-Battani)的說法，巴比倫天文學家已經區分出恆星年和回歸年(歲差值就是這回歸年和恆星年之間的差異)。他闡明大約在西元前330年，他們已經估計出恆星年的長度是SK = 365日6小時11分(= 365.258日)誤差大約是28分鐘。在1923年施納貝爾(P. Schnabel)主張大約在西元前315年的西丹努斯(Kidinnu)的理論與歲差有關。奧托紐格包爾(Otto Neugebauer)在1950年代就此問題所做的工作支持施納貝爾(和更早期的Kugler)巴比倫人發現歲差的理論。
在最近的幾十年中，這個假說在de Santillana和von Dechend的著作哈姆雷特的基石中被再生放大（Harvard University Press, 1969）。從極端的Panbabylonism到考古天文學，他們推薦巴比倫神話故事中的歲差，引起了即使遠至中國、波里尼西亞、和北美洲的世界地區，也有類似的神話在擴散。雖然他們的理論並未在學術界被廣泛的接受，但預期歲差考古天文學會引起大眾的興趣在近期流行。

#### 古埃及
在喜帕恰斯提出歲差之前的古埃及，也有相似的論述，但這些仍有爭議。在一些卡奈克神廟複雜的建築中，據稱在一年當中的關鍵時刻，某些特定的恆星會從未經證實的點所指向的地平線方向升起或落下。幾個世紀後，歲差使這些指向失去了時效，而且這些神廟重建過。雖然，對正恆星方向錯誤的增加並不表示埃及的觀測者不知道恆星會以每72年一度的速率在天空中移動。然而，他們保留了精確的日曆法，而如果紀錄了廟宇重建的日期，那麼繪製出粗略的歲差速率是非常簡單的事。黃道十二星座浮雕，來自丹德拉的哈托爾神廟星圖在時間上比托勒密的時代晚，據稱紀錄了歲差（Tompkins 1971）。無論如何，如果古埃及人知道歲差，他們的知識沒有被紀錄在現存的天文文件內。
邁克爾賴斯的著作《埃及的傳統》（英語：Egypt's Legacy），"雖然不能知道，歲差在西元前2世紀被喜帕恰斯定義之前，古埃及人是否知道歲差的機制，但是有專人監視夜晚星空的他們不可能不知道這種作用。" (p. 128) 。賴斯相信"對歲差的基本瞭解應該是推動埃及進展的動力" (p. 10)，在某種意義上，"作為一個民族國家的埃及和埃及王的國王被視為是活的神，天文上的變化與無窮盡天體的視運動，包括歲差，被認為是埃及人實現的產品" (p. 56)。追隨著卡爾·古斯塔夫·榮格( Carl Gustav Jung)，賴斯說道："來自吉薩金字塔很精密的對準基點的證據，顯示在西元前第三個千禧年的埃及(並且可能還在這個日期之前)就已經有很純熟的天文觀測技術，可以很精密的對準至所需要的恆星。單只這一個事實久足以使榮格相信埃及人對歲差的知識有著很好的認識，而不是一種湊巧的巧合。" (p. 31) 賴斯繼續說：The Egyptians also, says Rice, were "當原本設計對向的恆星因為歲差改變了位置，埃及人也會修改廟宇的方向，在新的國王即位時，這種現象似乎發生過許多次。" (p. 170)
古埃及菁英的祭司追蹤歲差週期數千年之久的概念在與羅伯特·鮑威爾(Robert Bauval)和葛瑞姆·漢卡克 (Graham Hancock)於1966年著作的《創世紀的守護神》（英語：Keeper of Genesis）這本書中扮演著中心理論被詳細的闡明。作者聲稱古埃及人建造的巨大建築是投影天空中的地圖，同時與其相關的儀式是塵世代理天體事件的精心製作。特別的是，儀式象徵的"回頭(turning back)"抵達的源頭時間是歲差週期所謂的Zep Tepi ("起點")，根據作者的計算，大約是西元前10,500年。

#### 瑪雅文明
有著推測的中美洲長數日曆以某種方式反覆的校準歲差，但是這些觀點並未獲得瑪雅文明的預言專家的支持。

### 印度
一份12世紀的文件，Bhāskar II說："依據Suryasiddhanta，在一Kalpa(43億2千萬年)中，sampāt反轉了30,000次，同時說在一個Kalpa中Munjāla向前移了199,669，並且一個要合併這兩個，還要弄清楚傾斜之前，和上升的差異，等等"。蘭斯洛特金森翻譯了詩篇的最後三個章節，簡明扼要的表達出完整的意義，並且跳過了一部分的組合以現代印度語的評述帶出合併這兩個之前的。依據印度語的評述，歲差週期的最後數值應該是結合ayana的+199,669轉和sampaat的-30,000轉，得到每Kalpa+169,669；也就是25,461年一個週期，這與現在的25,771年很接近。
此外，Munjāla的數值給了ayana 運動的週期是21,636年，這是現代將近點歲差也加入計算所得到的歲差數值。後者(ayana)在現在的週期是1,360,000年，但在Bhāskar II鐘給他的數值是144,000年(每Kalpa30,000)T，並稱之為sampāt。Bhāskar-II沒有給結合負值的sampāt和正值的ayana之後的最後項目一個名稱，但是他給ayana的值顯示這是軌道和近點的進動兩者共同影響組合的歲差值，並且sampāt的意義就是近點週期，但把它定義成分點。他的言詞是有點混淆，但它澄清是從它自己的Vāsanābhāshya評述Siddhānta Shiromani，並不是說Suryasiddhanta這本古籍在他寫傳聞證據的基礎上不可靠。Bhāskar-II沒有給它本身的見解，他只是引用了Suryasiddhanta、Munjāla 和其他未命名的。
根據傳統的評論，現存的Suryasiddhanta支持在±27°範圍內每年54"的抖動，但伯吉斯(Burgess)引用Bhāskar-II所提及的Suryasiddhanta，認為原始的意義應該是一個循環的運動。

### 西欧的中世紀和文藝復興
在中古伊斯蘭天文學中，於馬拉蓋天文台彙編的《伊兒汗曆表》（Zij-i Ilkhani）給出的分點歲差是每年51弧秒，與現在的數值50.2弧秒非常接近。
在中世紀，伊斯蘭教和拉丁的基督教天文學家都認為恆星的「抖動」是加諸於歲差的一種運動。這種理論通常歸功於阿拉伯天文學家塔比·伊本·庫拉，但現代社會已經對此一歸屬提出異議。尼古拉·哥白尼在他著作的《天體運行論》（1543年）對這種抖動給了不同的解釋，這項工作第一次明確提到歲差是地球自轉軸運動的結果。哥白尼將歲差的特性作為地球的第三種運動。可见最早到1543年，欧洲人才认识到岁差现象的真实成因。

### 喜帕恰斯的發現
歲差的發現通常被歸功於喜帕恰斯，一个据说是羅德島或是伊茲尼克的希臘天文學家。喜帕恰斯介紹了他在至點和分點移動上的發現(天文學大成 III.1和VII.2的敘述)。他在月食的時侯測量角宿一的黃道經度，發現大約在秋分點的西方6°。經由比較自己和亞歷山卓的提默洽里斯(他與阿里斯基爾都是與歐幾里得同時期的西元前3世紀早期的學者)，他發現在150年前的角宿一經度少了約2°，他也注意到其它的恆星也有相同的運動，他推測在黃道帶上的恆星位置會隨著時間改變。托勒密稱這是"第一假設" (天文學大成 VII.1)，但是沒有提出更多可能是喜帕恰斯已經制定的假設。喜帕恰斯顯然限制他的思考，因為他只依據幾個舊的觀測，而這些也不是很可靠的。
為何喜帕恰斯需要在月食的時刻測量恆星的位置呢？因為二分點的位置不會標示在天空中，所以他需要以月球作為位置的參考。喜帕恰斯已經制定了一種方法可以算出任何時間的太陽經度。月食只會在滿月，月球與太陽衝的時刻發生。在食的中心時刻，月球與太陽的經度精確的相差180度。喜帕恰斯認為測量角宿一與月球在弧度上的經度差。以這個數值，加上計算所得的太陽經度，再加上180°就是月球的經度；他以相同的過程處理提默洽里斯的數據(Evans 1998, p. 251)。順便提一下，觀察相同的食，是喜帕恰斯獲得工作上所需要數據的主要來源，由於有關他生平的資料非常稀少，他觀測過的月食，例如西元前146年4月21日和西元前135年3月21日(Toomer 1984, p. 135 n. 14)。
喜帕恰斯也以年的長度來研究歲差。在他的工作中，他瞭解有兩種年的長度。回歸年是從地球的角度看太陽回到黃道(太陽在天球上的群星間經過的路徑)上同一位置所花費的時間長度。恆星年是太陽回到天球上同一顆恆星位置所經歷的時間長度。歲差造成恆星的經度每年都會有些微的改變，所以恆星年比回歸年稍為長了一點。對分點和至點的觀察，喜帕恰斯發現回歸年的長度是365+1/4−1/300 日，或365.24667日(Evans 1998, p. 209)。與恆星年一年的長度比較，他計算歲差在一個世纪中不會少於1°。從這些資料，它計算出恆星年長度可能的數值是365+1/4+1/144日(Toomer 1978, p. 218)，通過給與最小的誤差可能率，他已經將觀測允許的誤差考慮進去。
經由修改默冬和卡利布斯(Callippus)的閏日和閏月(已經失傳)，喜帕恰斯以接近他的回歸年長度創造了自己的陰陽曆，如同托勒密在天文學大成 III.1所述說的(Toomer 1984, p. 139)。從西元前499年起，巴比倫曆使用19年235個陰曆月的曆法(在西元前380年之前只有3個例外)，但是它沒有指定一個月的日數。默冬章(432 BC)在19年中有6,940日，倒置一年的平均日數是365+1/4+1/76日或365.26316日。卡利布斯週期( 330 BC)比4個默冬章(76年)少了一日，因此一年的平均是365+1/4或365.25日。喜帕恰斯在4個卡利布斯週期(304年)中在減少一日，創造了喜帕恰斯週期，一年的平均長度是365+1/4−1/304或365.24671日，這與回歸年的長度365+1/4−1/300或365.24667日非常接近。這三種希臘的曆法週期都未曾用於任何的民用曆中 － 他們只出現在天文學大成這一份天文的文件中。
我們發現喜帕恰斯的數學特徵出現安提基特拉機械，西元前2世紀古老的天文計算機。這個機器依據的週期有太陽年、默冬章，這是月球以相同的相位出限在天空中同一顆恆星位置的時間(滿月大約每19年出現在天空中相同的位置)，卡利布斯週期(他是4個默冬章並且更準確)、沙羅週期和轉輪期(3沙羅週期，更準確的預測日食)。對安提基特拉機械的研究證明古代人基於太陽和月球在天空中的各方面的運動，一直使用很準確的日曆。事實上，安提基特拉機械的一部分描述了月球的運動和相位，是陰曆的機制，對某一給定的時間，以一列串聯起來的4個齒輪，以針和插槽的設備，使月球的速度變化非常接近克卜勒第二定律，也就是，他得到月球在近地點的運動速度較快，在遠地點的運動速度較慢的計算值。此一發現證明喜帕恰斯的數學是比托勒密在他的書中所敘述的更為進步，很明顯的他發展了與克卜勒第二定律非常好的近似。

#### 托勒密
根据《天文学大成》（1496年版）一书，一千二百年前的托勒密是注意到歲差现象的第二位天文學家。托勒密使用喜帕恰斯測量月球變化的方法，不需要利用日時，測量了軒轅十四、角宿一和其它亮星的經度。在日落之前，他先測量月球和太陽分離的經度，然後在日落之後，他測量月球至恆星的弧長。他用喜帕恰斯的模型計算太陽的經度，並且利用月球的運動和視差做出修正(Evans 1998, pp. 251–255)。托勒密將它自己的觀測和喜帕恰斯、亞力山卓的夢尼勞斯、提默洽里斯和亞基帕的做比較。他發現從喜帕恰斯到他自己的年代(大約265年)，恆星已經移動了2°40'，或是每百年1° (每年36"；現在認可的速率是每年大約50"，或是72年1°)。他也證實歲差不只是影響靠近黃道的恆星，而是影響到所有的恆星，並且他找到的周期和喜帕恰斯一樣，都是36,000年。

#### 其它古希腊天文著作
許多古老的著作都沒有提到歲差，或許是不知道的緣故。除了托勒密之外，這份清單還包括普洛克拉斯(Proclus)，他否認歲差，和亞力山卓的賽昂( Theon of Alexandria )，他在四世紀評論托勒密，並且接受托勒密的解釋。賽昂也提供一種理論供選擇：
根據某些古代占星學家的看法相信從某一個特定的時期夏至的標示依照標示的順序移動了8°，之後它們會退回相同的數值. . . . (Dreyer 1958, p. 204)
取代完整的遶行黃道帶序列的程序，分點只是在8°的弧度內反復的前進和後退。這種trepidation的理論是賽昂當時提出對歲差的另一種選擇。
另外现代学者研究表明，虽然證據上仍有爭議，但或许古希腊的西蒙的阿利斯塔克斯时就能區分恆星年和回歸年。

#### 拜火教的問題
拜火教(Mithraism)是一種神秘的宗教或是基於火神崇拜的學校。許多的地下廟宇大約都在西元前1世紀至西元5世紀的羅馬帝國時期建立。因為缺乏書面的文件或經籍，要瞭解拜火教有相當的困難；教學必須要經由發現的插圖（來自曾經當過拜火教會眾聚會場所的地下洞穴，且有黃道帶和相關標幟的浮雕）重建後才能進行。直到1970年代，大多數的學者跟隨著佛蘭茲居蒙(Franz Cumont)一起確認密斯拉(Mithras)是波斯的火神(Mithra)。居蒙的論點在1971年被重新調查，並且相信密斯拉是只受到波斯宗教輕微影響的綜攝神。
拜火教被公認為明顯的具有占星學的元素，但是細節仍要討論。一位拜火教的學者，David Ulansey，曾經解釋密斯拉(密斯拉太陽是打不倒的勇者－不可戰勝的太陽)是第二個太陽或是造成歲差的恆星。他認為這種崇拜是受到喜帕恰斯發現歲差的啟發而興起的。他的分析一部份建立在tauroctony的星圖，密斯拉用公牛獻祭的圖像。密斯拉是第二個太陽或超宇宙太陽；或是星座就是英仙座，而公牛就是黃道帶上的星座，金牛座。在更早的占星術年代，太陽經過的春分點位置落在金牛座，由於這個原因，以密斯拉-柏修斯紀念"金牛時期"的結束（大約在西元前2000年在春分點，或是西元前11,500年在秋分點）。
插畫還包含在黃道帶的兩側拿著兩隻火炬標幟的男孩(Cautes and Cautopates)。Ulansey和Walter Cruttenden在他們的書中失去的時間和神秘的恆星(Lost Star of Myth and Time)，解釋這意味著年齡的增長和老化，或是光明和黑暗；宇宙進展的原始元素。因此，拜火教被認為在歲差週期或大年（分點的進動完整繞行一周的柏拉圖年）的紀元變化中會有所動作。

### 近代
在人造卫星和电子计算机建立出更精确的岁差模型以前，被普遍接受的岁差数值是西蒙·紐康于19世纪末计算得到的结果。他计算得到的总岁差的经度分量（以 {\displaystyle p} 表示）为每回归世纪5,025.64弧秒。1976年，美國天文學家 Jay H. Lieske 将 {\displaystyle p} 更新為每儒略世紀5,029.0966弧秒。VLBI和LLR等现代技术的出现，使岁差的数值能被更精确地测定。國際天文聯合會在2000年采用了新的常数，又于2003年和2006年采用了新的计算方法和多项式以对岁差进行表达。累积岁差的计算公式为：
{\displaystyle p_{A}=5\,028.796\,195T+1.105\,434\,8T^{2}+O(T^{3})}
單位為每儒略世紀弧秒，{\displaystyle T}為自2000.0分點起算的儒略世紀數(儒略世紀為36,525天)。
对累积岁差进行求导，得到岁差的速率为：
{\displaystyle p=5\,028.796\,195+2.210\,869\,6T+O(T^{2})}
以這個常數項推算的歲差週期為25,772年。
在17世紀，艾薩克·牛頓在他的自然哲學的數學原理 (1687)一書中也用萬有引力 Evans 1998, p. 246)來解釋歲差。然而，牛頓原始的進動方程式不能正常的工作（順利的解出答案），經由後起之秀的科學家讓·勒朗·達朗伯特大幅修訂才得以完成。
在1825年，喬治·居維葉(Baron Georges Cuvier)引用Jean Baptiste Delambre的工作估計 page 163 完整的週期是25,960年，這是以大約在西元1800年測量的結果與喜帕恰斯比較。與目前所接受的數值比較，差異略大於0.5%。

## 影响

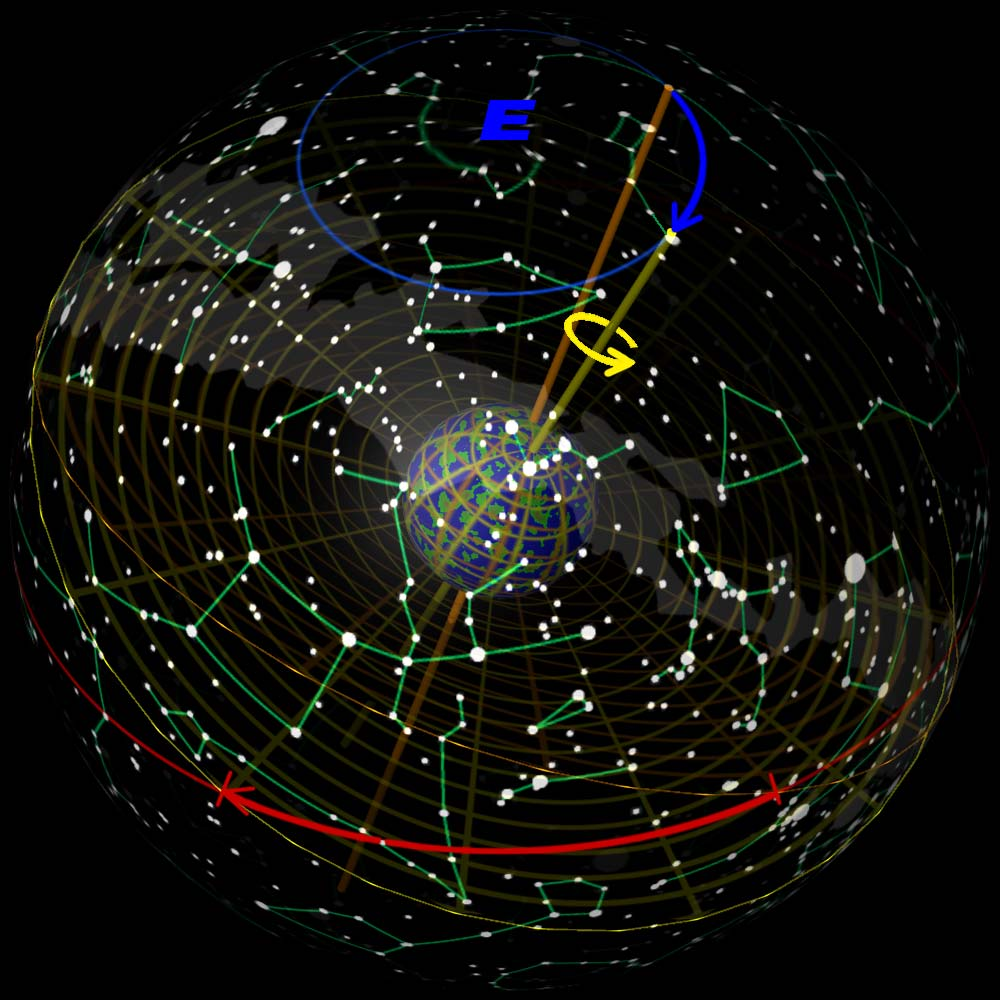
地轴运动在天球上的投影，蓝线表示平天极在天球上的运动，红线表示春分点在黄道上的运动，二者的方向和速率是相同的

岁差是赤道岁差和黄道岁差综合作用的结果。其中，赤道岁差可看作是赤道面相对于黃道面的运动。在这一描述下，黄道坐标系被视为不变的参考系，而赤道坐标系则被视为以每年约50.39''绕北黄极以顺时针的方向（即向西）旋转，周期约为25,722年。定义于赤道坐标系的所有结构，包括天极与分点，都处在同样的运动当中。天极的漂移会影响极星的选择，分点的漂移会使分点落于不同的星座内，而赤纬的漂移会影响同一恒星和星座的可见性。

### 极点的漂移
天极是地球自转轴在天球上的投影，极星则是天球上最靠近天极的恒星。极星的变化是作为赤道坐标系基点的天极运动的结果。天极在绕北黄极旋转时，逐次经过不同的恒星，因此不同时代的极星会各不相同。当前，北极星是小熊座内视星等为2.0等的勾陈一；而在公元前约3,000年，北极星是天龙座内视星等为3.67等的右枢；而到公元14,500年左右，北极星将会变为天琴座内的零等星织女一，织女一在公元前12,000年左右也曾是北极星。由于岁差近似于周期性运动，到约25,722年后，勾陈一将再次成为北极星。
极点的漂移还使得同样的恒星在不同时代下的赤纬发生变化，从而影响其在同一地区的可见性。例如，由于自古希腊时期到当代，南天极正逐渐向南十字座移动，使得南十字座的赤纬逐渐减小，对于北半球的亚热带地区落入了恒隐圈内。因此，对于希腊及其同纬度的地区，如今要找到这个星座变得更为困难。
值得注意的是，由于交角岁差的存在，黄极相对于恒星背景也并非固定不变。而且，恒星本身也存在着自行运动。因此，在经过25,722年的周期后，相对于遥远的恒星背景，天极的位置和与地球较近的恒星的位置较上一周期也会有微小的变化。

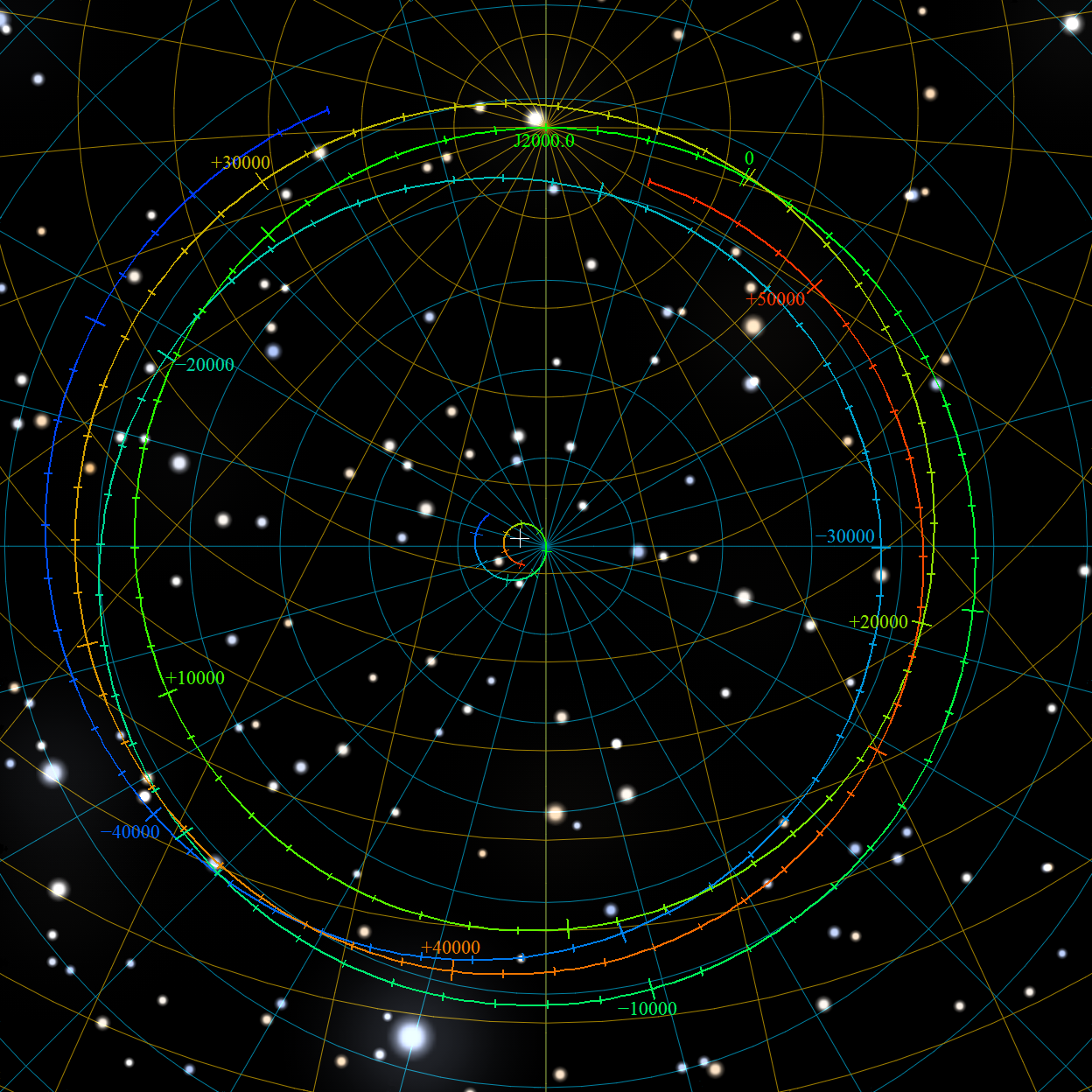
帶時間刻度的外部線顯示了在西元前48,000年至西元52,000年的時間間隔內，地球北極在曆元J2000.0的固定天空上的進動路徑的投影。內側線顯示了在相同時間間隔內地球軌道北極的進動路徑投影。內側線顯示了在相同時間間隔內地球軌道北極的進動路徑投影。白色加號表示不變平面的北極的方向，青色網格表示黃道坐標系，黃色表示曆元J2000.0的赤道坐標系。這些恆星的亮度都比5等星亮

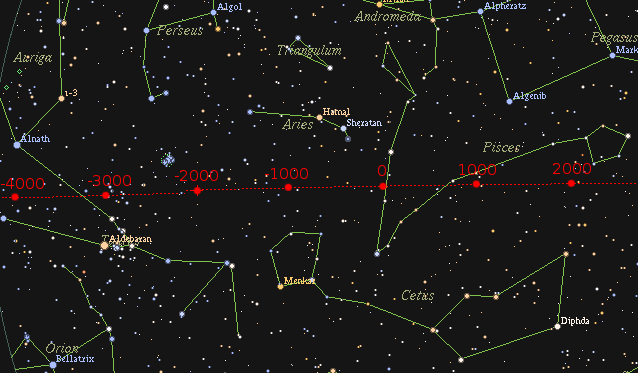
春分點相对于恆星背景向西（图中为右方）移动，在過去6,000年内依次经过金牛座（Taurus）、白羊座、双鱼座（Pisces）

。

### 分点的漂移
分点是黄道与赤道的两个交点，包括春分点和秋分点。其中，春分点在天文学中常作为赤经和黄经坐标的起点，在占星学中又作为黄道十二宫的第一点。分点的漂移表现为在黄道上的”退行“，即向西移动，其速度同样为每年约50.39''。在黄道十二宫形成时的新巴比伦王朝时期，春分点位于白羊座内，白羊宫因此成为了黄道十二宫的第一宫。由于岁差的影响，现在的春分点相比当时已有约37°的移动，处在双鱼座内。这一移动明显地表现在天文学和占星学中，太阳在黄道星座以及与其对应的黄道星宫中的时间的不同。例如，以中气点等分定义的白羊宫，其对应的时间于每年的3月21日左右开始，而实际上太阳是在每年的4月18日左右才进入天文学上的白羊座。每一星座被春分点落入的时段又被稱為“大月（英語：Great Months）”，近三个“大月”的时间分别是：
| 星座   | 起始    | 结束    |
| ------ | ------- | ------- |
| 金牛座 | 4500 BC | 2000 BC |
| 白羊座 | 2000 BC | 100 BC  |
| 雙魚座 | 100 BC  | 2700 AD |

分点的移动还表现为，恒星年与回归年的差异。其中，恒星年是地球连续两次经过恒星背景中的一点的时间间隔，回归年是地球连续两次经过春分点的时间间隔。由于春分点的退行，地球在公转时相对于恒星背景中的同一点，会稍早地抵达下一个春分点，使得回归年比恒星年约短20分24秒。

### 对氣候的影響
右邊的圖在以北半球來說明相對於近日點和遠日點的軸向進動作用，分點歲差控制了氣候的週期性變化，也就是所熟知的米蘭科維奇循環。
注意在圖上特定季節掃掠過的面積會隨著時間改變，軌道力學要求季節長度需要與對應季節的象限被掃掠過的面積成比率，所以在軌道離心率的極值，在遠心點上的時間(日期)會比在近心點上要長。今天，在北半球，在秋季與冬季位於近日點附近，地球以最快的速度運動著，因此冬季和秋季比春季和夏季為短。現在，北半球的夏天比冬天長4.66天，春天比秋天長2.9天。軸向進動緩緩的改變地球的分點與至點在軌道上的位置，參考回歸年有更詳細的說明與數值。在未來的10,000年，北半球的冬季會逐漸變長，而夏季會變得短些，最後，創造出來的環境將順理成章的引發下一次的冰河期。

## 成因
分點歲差是太陽和月球對地球的引力造成的，其它天體也有少許的作用。此一解釋最早是由牛頓提出的
軸向進動類似陀螺的進動。在這兩種狀況，作用力都是引力。對陀螺，這種力幾乎平行於自轉軸。但是對地球，這種力來自太陽和月球，幾乎垂直於自轉軸。
地球不是一個理想的球體，而是一個扁球體，在赤道的直徑比兩極的直徑長了43公里。因為地球的軸傾，導致在一整年中幾乎有一半突起的部分，向南或向北分別偏離中心朝向太陽，或朝相反的方向偏離中心。因為引力隨著距離增加而減弱，接近的這一半受到較強的引力，這使得太陽拉扯地球的一側比另一側更困難，因而對地球產生一個小小的扭力。這個扭矩軸大致垂直於地球的自轉軸，所以轉軸產生了進動。如果地球是一個理想的球，就不會有進動。
這個平均轉矩是垂直於自轉軸且傾向遠離黃極的方向，因此並不會改變軸本身的傾斜。來自太陽(或月球)的扭矩大小會隨著引力和地球的旋轉軸對齊的方向而改變，當正交的時候趨近於零。
儘管上述的解釋都與太陽有關，同樣的解釋適用於繞著地球運動的任何天體，值得注意的是沿著或靠近黃道的天體，特別是月球。太陽和月球結合的行動稱為日月歲差。除了由太陽和月球造成的穩定前行運動(完成一個完整的圓大約25,700年)，還會造成小位置的變化。這種振盪，包括進動的速度和軸傾，被稱為章動。最重要的項目只有18.6年的周期和小於20弧秒的振幅。
除了日月歲差之外，太陽系內其他的行星也造成黃道整體沿著測量時的瞬時黃經174° 附近的軸緩慢的轉動，這種行星歲差的值每年在黃道上的移動量只有0.47角秒(不到日月歲差值的百分之一)。這兩種歲差的總和就是我們一般所認知的綜合歲差。

### 方程式

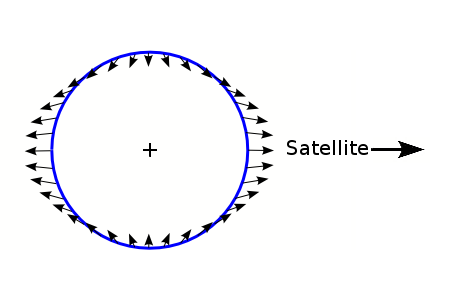
由太陽、月球或是行星對地球造成的潮汐力。

在地球上的潮汐力是由平方反比定律的天體（太陽、月球或行星）引力攝動造成的結果，即造成攝動的天體施加在地球近側的引力大於遠側的引力。如果攝動天體的引力施加於地球的中心(等於離心力)是減除了攝動天體施加於地球表面各處的引力，留下的就是潮汐力。對進動，這種潮汐力形成兩種力但只作用在球從極到極之間的赤道隆起。這個力偶可以分解成兩對元件，一對平行於地球的赤道平面，分別朝向和遠離攝動的天體，並且相互抵消；另一對平行於地球的自轉軸，兩者都朝向赤道平面。後面這一對創造出下述的扭矩向量 ：
{\displaystyle {\overrightarrow {T}}={\frac {3Gm}{r^{3}}}(C-A)\sin \delta \cos \delta {\begin{pmatrix}\sin \alpha \\-\cos \alpha \\0\end{pmatrix}}}
此處
Gm = 攝動天體的標準引力參數
r = 攝動天體的地心距離
C = 圍繞地球自轉軸轉動的轉動慣量
A = 任何環繞地球赤道直徑的轉動慣量
C−A = 地球赤道隆起的轉動慣量(C>A)
δ = 攝動天體的赤緯 (赤道以南或北)
α = 攝動天體的赤經 (從春分點向東)
扭矩在地球中心的(從上到下)的3個單位向量x是在黃道面上(在黃道平面上的方向是沿著黃道和赤道的交點)指向春分點，y在黃道面上指向夏至點(x的東方90°)，和z指向黃道的北極點。
對於太陽的三個正弦曲線項目在x方向的數值(sinδ cosδ sinα)是正弦平方波的形式，數值的變化從在分點(0°, 180°)的0到至點(90°, 270°)的0.36495。太陽在y方向(sinδ cosδ (−cosα))的數值在四個分至點是從0至±0.19364(稍微超過正弦平方波一半的數值)，在分點和至點中間的峰值位置稍微偏離中間(分別在43.37°(−), 136.63°(+), 223.37°(−), 316.63°(+))。太陽的照兩個波形從波峰到波峰的振幅相同，並且有相同的週期，都是公轉週期的一半或是半年。在z方向的數值為0。
無論是月球或太陽，正弦波形的平均扭矩在y方向的值為0，所以在這個方向的扭矩不會影響到進動。對太陽或月球，正弦平方波的平均扭矩在x方向的運動是：
{\displaystyle T_{x}={\frac {3}{2}}{\frac {Gm}{a^{3}(1-e^{2})^{3/2}}}(C-A)\sin \epsilon \cos \epsilon }
此處
{\displaystyle a} = 地球(太陽)或月球的軌道半長軸
e =地球(太陽)或月球的軌道離心率
和正弦平方波形平均1/2計算值，{\displaystyle a^{3}(1-e^{2})^{3/2}}整個橢圓軌道的地球到太陽或月球平均距離的立方，和 {\displaystyle \epsilon \,\!} (黃道面和赤道面的夾角)是太陽在赤道上能達到的δ(赤緯)最大值，並且是月球在18.6年的完整週期內的平均最大值。
進動是：
{\displaystyle {\frac {d\psi }{dt}}={\frac {T_{x}}{C\omega \sin \epsilon }}}
此處ω是地球的角速度，和Cω是地球的角動量。因此由太陽導致進動的第一階成分是：
{\displaystyle {\frac {d\psi _{S}}{dt}}={\frac {3}{2}}\left[{\frac {Gm}{a^{3}(1-e^{2})^{3/2}}}\right]_{S}\left[{\frac {(C-A)}{C}}{\frac {\cos \epsilon }{\omega }}\right]_{E}}
而月球的是：
{\displaystyle {\frac {d\psi _{L}}{dt}}={\frac {3}{2}}\left[{\frac {Gm(1-1.5\sin ^{2}i)}{a^{3}(1-e^{2})^{3/2}}}\right]_{L}\left[{\frac {(C-A)}{C}}{\frac {\cos \epsilon }{\omega }}\right]_{E}}
此處的i是月球軌道面和黃道面的夾角。在這兩個方程式，太陽的參數在標示為S的方括弧內，月球的參數在標示為L的方括弧內，地球的參數在標示為E的方括弧內。這個項目{\displaystyle (1-1.5\sin ^{2}i)}計算月球軌道相對於黃道的傾角，項目(C−A)/C是地球的力學橢率或扁率，因為地球內部的結構不清楚，知道的也不夠詳盡，因此需要觀測到的歲差來調整。如果地球是均值的，這個項目將等於第三階偏心角 。
{\displaystyle e''^{2}={\frac {\mathrm {a} ^{2}-\mathrm {c} ^{2}}{\mathrm {a} ^{2}+\mathrm {c} ^{2}}}}
此處的a 是赤道半徑(6378137 m)，和c是極半徑(6356752 m)，所以e'' ²=0.003358481.
應用的參數是J2000.0捨入到7位有效數字(不包含前導的1)是：
| 太陽                               | 月球                             | 地球                                    |
| ---------------------------------- | -------------------------------- | --------------------------------------- |
| Gm=1.3271244×1020 m³/s²            | Gm=4.902799×1012 m³/s²           | (C−A)/C=0.003273763                     |
| {\displaystyle a}=1.4959802×1011 m | {\displaystyle a}=3.833978×108 m | ω=7.292115×10−5 rad/s                   |
| e=0.016708634                      | e=0.05554553                     | {\displaystyle \epsilon \,\!}=23.43928° |
|                                    | i= 5.156690°                     |                                         |

此處給與
dψS/dt = 2.450183×10−12 /s
dψL/dt = 5.334529×10−12 /s
兩個的值都必須轉換成"/a (弧秒/年)，以2π弳度量(1.296×106"/2π)的數值和在每年(儒略年)秒的數值(3.15576×107s/a)：
dψS/dt = 15.948788"/a   vs   15.948870"/a 取自威爾斯
dψL/dt = 34.723638"/a   vs   34.457698"/a 取自威爾斯
因為地球的軌道是完整的橢圓，因此太陽的方程式能很好的描述出由太陽造成的進動，只有受到其他行星微小的攝動。月球的方程式就不能很好的描述月球進動的形式，因為他的軌道受到太陽很大的扭曲。

## 數值
歲差的變率不是一個常數，因為在線性(和高階的)項目中的T，是隨著時間逐漸增加的。無論如何必須強調的是這個公式只適用在在有限的時間內，可以很清楚的看出，如果T夠大(就是說在夠久的未來或過去)，則T²將成為主導，p的數值將變得非常大。實際上，對太陽系的數值模型更精確的計算顯示，歲差的常數有大約41,000年的週期，類似黃道的傾斜。要注意此處提到的常數是在線性和高階的公式上，而非歲差的本身。也就是說：
p = A + BT + CT² + … 
只是下面公式的近似 
p = A + Bsin (2πT/P)，此處P 是410個世紀的週期。
理論上的模型也許計算歲差(p)在時間(T)上的高次項，但是因為無止盡的多項式可以轉化成週期函數，當T夠大時（無論是正或負）都會趨向無窮大。基於這種動機下，國際天文聯合會選擇了最容易開發和利用的理論。在未來或之前的幾個世紀，所有的公式都不會導出無窮大的數值；在未來或過去的數千年，都能維持在一定的準確度內；在更長的時間中，誤差變得太大，甚至在一個歲差週期內，歲差的確切變率和期間都變得難以計算。
地球的軸心歲差是一個緩慢的效應，但在天文學家工作所需要的精確度上，每天的變化都需要被考慮到。要注意，雖然歲差和軸的傾斜（對黃道面的傾角）是從相同的理論推算出來的，並且彼此有關聯性，但兩者的運動是各自獨立的，是在互相垂直的方向上運動。
在更長的時間週期內，也就是百萬年的歲月中，歲差看來是有25,700年的類似週期，但是，他不會這樣保持下去。根據沃德的推論，月球的距離因為潮汐的作用在持續的增加中。在未來的15億年，當從現在的60.3增加至66.5地球半徑，來自行星共振的效應，將會先使歲差的週期延長至49,000年；在大約20億年時，月球的距離達到68地球半徑，歲差週期也將變成69,000年。這將與軸在黃道上傾角大幅的變動相關聯。然而，沃德在潮汐的散逸上使用了異於尋常的新派的數值，在6.2億年的平均時間，使用潮汐節奏一半大的值，但是這種同步共振大約要30至40億年才能達到，而在這個時間之前許久（大約從現在開始21億年後），由於太陽光度的增加，地球上的海水早就沸騰而消失了，勢必大幅改變潮汐的作用。

### 黄经总岁差与交角岁差

#### 岁差常数
在2003年前，国际上通行的岁差模型是由国际天文联合会确定的IAU1976模型（又称L77模型）。在该模型中，岁差被分为黄经总岁差和交角岁差，黄经总岁差描述的是春分点的移动在黄经上的分量，而交角岁差描述的是黄赤交角的变化。在与IAU1976模型同时确定的IAU1976天文常数系统中，黄经总岁差的速率 {\displaystyle p} 和历元J2000.0时刻的黄赤交角 {\displaystyle \epsilon _{0}}分别为：
{\displaystyle p=5\,029.0\,965''/{\text{c}}\pm 0.3''/{\text{c}}}
{\displaystyle \epsilon _{0}=84\,381.412''\pm 0.005''}
在国际地球自转服务（IERS）提供的IERS2003规范中，黄经总岁差和交角岁差的值被更新为：
{\displaystyle p=5\,038.478\,75''/{\text{c}}\pm 0.000\,40''/{\text{c}}}
{\displaystyle \epsilon _{0}=84\,381.405\,9''\pm 0.000\,3''}
在2009年以后，随着这一模型不再被IERS使用，黄经总岁差的速率现已不再作为天文常数的一部分被IAU发布。

#### 数值计算
在IAU1976模型中，黄经总岁差和交角岁差相对于历元J2000.0的数值计算公式分别为：
{\displaystyle p_{A}=5\,029.096\,6''t+1.111\,61t^{2}-0.000\,113t^{3}}
{\displaystyle \epsilon _{A}=\epsilon _{0}-46.815\,0''t-0.000\,59t^{2}+0.001\,813t^{3}}
其中， {\displaystyle t} 的单位为一个儒略世纪，即36525个儒略日。值得注意的是，上述常数和数值计算公式只是在某段有限的时间内对岁差的线性逼近，只在距离初始历元较小（即 {\displaystyle t} 较小时）才会有较好的近似。

## 改正
天球坐标系以地球自转轴指向的天极为基点，地轴朝向的变化使得在不同时刻定义出的天球坐标系存在细微的差别。岁差改正的目的就是将观测目标在瞬时平天球坐标系下的坐标归化到某一指定时刻的协议天球坐标系（CIS）中。假设在时刻 {\displaystyle t_{i}}，观测到目标的瞬时平天球坐标为 {\displaystyle \mathbf {r} (t_{i})}，且其在定义于 {\displaystyle t_{0}} 时刻的协议天球坐标为 {\displaystyle \mathbf {r} (t_{0})}，则两个坐标可以通过下式进行转换：
其中，{\displaystyle P(t_{i},t_{0})}被称为岁差矩阵。
岁差改正是地球定向模型的一部分，也是国际天球参考框架（ICRF）和国际地球参考框架（ITRF）间相互转换的环节之一。从2003年1月1日起，国际天文联合会（IAU）开始采用MHB2000模型来为两个框架提供转换参数，这一模型给出了岁差矩阵{\displaystyle P(t_{i},t_{0})}的具体形式。

### 三次坐标旋转法
MHB2000模型使用了三个欧拉角来表示转换前后的坐标系的相对位置，并将岁差矩阵表达为三个旋转矩阵的乘积：
其中，{\displaystyle \zeta _{A}}、{\displaystyle \theta _{A}}和{\displaystyle \eta _{A}}即为三个欧拉角。除了得出岁差矩阵的数值表示以外，上式还表达了瞬时平天球坐标系转换为协议天球坐标系的具体步骤：
1. 将瞬时天球坐标系的X轴从瞬时平春分点移开，绕瞬时平天球坐标系的Z轴（即沿瞬时赤道面）逆时针旋转{\displaystyle \zeta _{A}}角，得到第一过渡坐标系；
2. 将第一过渡坐标系的X轴绕其Y轴（即沿子午圈）顺时针旋转{\displaystyle \theta _{A}}角，得到第二过渡坐标系，此时第二过渡坐标系的Z轴和赤道面与协议天球坐标系的重合；
3. 将第二过渡坐标系的X轴绕协议天球坐标系的Z轴（即沿协议天球坐标系的赤道面）逆时针旋转{\displaystyle \eta _{A}}角，使其与协议天球坐标系的春分点重合，此时整个坐标系与协议天球坐标系重合。

### 四次坐标旋转法
由于ICRF定义的自转轴与MHB2000模型所采用的自转轴并非完全一致，传统的时间多项式难以简洁地表达三次坐标旋转法中使用的欧拉角{\displaystyle \zeta _{A}}和{\displaystyle \eta _{A}}。Capitaine等人提出了以四次坐标旋转法表达岁差矩阵的方式。与三次坐标旋转法类似，四次坐标旋转法将岁差矩阵表达为四个旋转矩阵的乘积：
其中，{\displaystyle \chi _{A}}、{\displaystyle \omega _{A}}、{\displaystyle \psi _{A}}和{\displaystyle \epsilon _{0}}即为四个旋转角。该式同样给出了岁差矩阵的数值表示和转换的具体步骤：
1. 将瞬时天球坐标系的X轴从瞬时平春分点移开，绕瞬时平天球坐标系的Z轴（即沿瞬时赤道面）顺时针旋转{\displaystyle \chi _{A}}角，得到第一过渡坐标系；
2. 保持第一过渡坐标系的X轴不变，将其赤道面绕其X轴逆时针旋转{\displaystyle \omega _{A}}角，得到第二过渡坐标系，此时第二过渡坐标系的赤道面的协议天球坐标系的黄道面重合；
3. 将第二过渡坐标系的X轴绕其Z轴（即沿协议天球坐标系的黄道面）逆时针旋转{\displaystyle \psi _{A}}角，得到第三过渡坐标系，此时第三过渡坐标系的X轴与协议天球坐标系的春分点重合；
4. 保持第三过渡坐标系的X轴不变，将其赤道面绕其X轴顺时针旋转{\displaystyle \epsilon _{0}}角，此时整个坐标系与协议天球坐标系重合。

在由国际地球自转服务（IERS）提供的IERS2010规范中，使用的岁差模型是由国际天文联合会给出的IAU2006岁差模型（英語：IAU 2006 precession）。上述的四个旋转角在这一模型中被表达为时间的五次多项式：
- {\displaystyle \chi _{A}=10.556\,403\,00''t-2.381\,429\,200''t^{2}-0.001\,211\,970\,0''t^{3}+0.000\,170\,663\,00''t^{4}-0.000\,000\,056\,000''t^{5}}
- {\displaystyle \omega _{A}=\epsilon _{0}-0.025\,754\,00''t+0.051\,262\,300''t^{2}-0.007\,725\,030\,0t^{3}-0.000\,000\,467\,00t^{4}+0.000\,000\,333\,700t^{5}}
- {\displaystyle \psi _{A}=5\,038.481\,507\,00t-1.079\,006\,900t^{2}-0.001\,140\,45t^{3}+0.000\,132\,851\,00t^{4}-0.000\,000\,095\,100t^{5}}
- {\displaystyle \epsilon _{0}=84\,381.406''}

其中，{\displaystyle \epsilon _{0}} 又为历元J2000.0下定义的协议天球坐标系的黄赤交角， {\displaystyle t} 是当前历元相对于历元J2000.0的儒略世纪数。